# Johannes Molanus

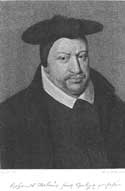
Retrato de Molanus, huecograbado publicado con la edición de Bruselas de 1861 de la Historiae Lovaniensium libri XIV a partir de un retrato destruido en 1915.

Jan van der Meulen, conocido como Johannes Molanus o Molano (Lille, 1533-Lovaina, 1585) fue un reputado teólogo contrarreformista flamenco, profesor de la Universidad de Lovaina, de la que fue rector en 1578, y canónigo de la iglesia de San Pedro de Lovaina.
Autor de obras diversas, y entre ellas una Historia de Lovaina, Molanus es conocido principalmente entre los historiadores del arte por el tratado De picturis et imaginibus sacris liber unus, tractans de vitandis circa eas abusibus et de earundem significationibus, publicado en Lovaina en 1570 y ampliado en la edición póstuma de 1594, aparecida como en las sucesivas ediciones con el título De historia SS. imaginum et picturarum pro vero earum usu contra abusus libri III. En él, antes que Gabriele Paleotti y san Carlos Borromeo, desarrolló los decretos del Concilio de Trento sobre el uso y licitud de las imágenes sagradas, con minuciosas instrucciones para los artistas. Las indicaciones iconográficas de Molanus influyeron ampliamente en tratadistas y artistas católicos y protestantes y contribuyeron a depurar las historias sagradas de relatos apócrifos o legendarios. Así Francisco Pacheco hizo amplio uso del tratado de Molanus en El arte de la pintura, especialmente en el capítulo XI, «Adiciones a algunas imágenes», donde siguiendo a Molanus, condenaba —por ejemplo— la representación de la llamada «Trinidad trifacial» o las imágenes lascivas.